# Sydney Savory Buckman
Sydney Savory Buckman (Cirencester, 3 de abril de 1860-26 de febrero de 1929) fue un paleontólogo y estratígrafo británico. Es conocido por sus estudios de invertebrados marinos extintos, especialmente Brachiopoda y Ammonoidea de la era jurásica (c. 201-c. 145 Ma (hace millones de años).

## Biografía
Buckman era el hijo mayor de James Buckman (1814-1884), profesor de geología, botánica y zoología en el Royal Agricultural College 1848-1863, y su esposa Julia (1834-1865).
Su primer artículo científico (relacionado con Brachiopoda) se publicó en 1883, en Proceedings of the Dorsetshire Natural History Field Club.
Fue un autor prolífico. Mostró que las amonitas podrían usarse como fósiles índice para subdividir los estratos jurásicos. Su obra principal, A Monograph of the Ammonites of the "Inferior Oolite Series" (nunca terminada realmente), fue publicada en varios volúmenes por la Sociedad Paleontográfica 1887-1907. Él describe numerosos géneros y especies de organismos marinos fósiles. Durante su vida, se ganó la reputación de "separador". Su obituario en Nature dice que a través de sus estudios "se vio llevado a crear una multitud de géneros y especies mucho más allá de lo que hasta ahora se había considerado necesario". En 1897, la Sociedad Geológica de Londres le otorgó el Fondo Murchison.
Desde 1897 hasta al menos 1899, Sydney y su esposa Maude participaron activamente en el movimiento feminista moderno temprano, promoviendo ropa práctica para mujeres a través de organizaciones como Western Rational Dress Movement y Cycling for Women.

## Reputación póstuma
Su reputación de separador demasiado entusiasta parece estar justificada. Como ejemplo, un análisis de 1966 de sus observaciones sobre Sonninia (un género de ammonites de la familia Sonniniidae) redujo 70 especies a dos. Su escisión se ha llamado "extrema". También parece haber argumentado sobre lo que era, según el consenso científico moderno, el lado equivocado del debate de la ontogenia frente a la filogenia.
Esa reputación obstaculizó el reconocimiento de sus contribuciones a la cronoestratigrafía. En 1995, JH Callomon reconoció su importancia.  En 1996, Peter Doyle escribió: «El trabajo original [sic] de Buckman implicó un alto grado de precisión en la recolección y medición de secciones estratigráficas que demostraron el potencial para el esquema de alta resolución que construyó más tarde. Aunque los excesos posteriores de Buckman arrojaron dudas Sobre la precisión de este trabajo, observaciones detalladas han demostrado que es en general correcto y de gran importancia en la correlación de larga distancia con América del Norte, por ejemplo. Claramente, los excesos de la teorización posterior de Buckman han frenado durante mucho tiempo una importante contribución a la bioestratigrafía de amonites de alta resolución». En 1997, Hugh Torrens revaluó y reivindicó el trabajo de Buckman en 1997.

## Publicaciones
Varias de sus muchas publicaciones están disponibles en línea a través de la Universidad de Pensilvania.